# Bạch Ẩn Thiền sư toạ thiền hoà tán
 Bạch Ẩn Thiền sư tọa thiền hoà tán  (白隱禪師坐禪和讚, ja. hakuin zenji zazen wasan) là tên của một bài ca tụng tọa thiền (ja. zazen) của vị Thiền sư Nhật Bản nổi danh Bạch Ẩn Huệ Hạc, được tụng nhiều trong các Thiền viện tại Nhật. Bắt đầu bằng câu "Tất cả chúng sinh bản lai là Phật", Sư tán tụng tọa thiền là phương pháp tối trọng để thức tỉnh, về đến chân lý của đạo Phật.
Nguyên văn Tọa thiền hoà tán (Trúc Thiên dịch, trích từ Thiền luận quyển thượng của D.T. Suzuki):
Tất cả chúng sinh bản lai là Phật
Cũng như băng với nước
Ngoài nước, không đâu có băng
Ngoài chúng sinh, tìm đâu ra Phật?
Đạo gần bên mình mà chẳng biết
Bao người tìm kiếm xa vời—Đáng thương!
Đó cũng như người nằm trong nước
Gào khát cổ xin được giải khát
Đó cũng như con trai của trưởng giả
Lang thang sống với phường nghèo khổ
Nguyên do ta luân hồi trong sáu cõi
Là tại ta chìm đắm trong vô minh
Mãi lạc xa, xa mãi trong u minh
Biết bao giờ thoát li sinh tử?
Pháp môn tọa thiền của Đại thừa
Ta không đủ lời để tán tụng
Những pháp hạnh cao quý như bố thí và trì giới
Như niệm hồng danh Phật, sám hối và khổ hạnh
Và biết bao công đức khác
Tất cả đều là kết quả của tọa thiền
Thậm chí những người chỉ ngồi qua một lần
Cũng diệt trừ được tất cả ác nghiệp
Không đâu tìm thấy ác đạo nữa
Mà Tịnh độ vẫn sát kề bên
Xin hãy cung kính nghe nói cái thật ấy
Dầu chỉ một lần
Hãy tán thán, hãy hoan hỉ ôm choàng lấy
Và sẽ được muôn vàn phúc huệ
Ví như người tự mình phản tỉnh
Chứng vào cái Thật của Tự tính
Cái Thật của Tự tính là Vô tự tính
Người ấy thật đã thoát ngoài điên đảo vọng tưởng
Đã mở ra cánh cửa đồng nhất của nhân và quả
Và thênh thang con đường pháp phi nhị phi tam
Trụ nơi Bất dị giữa những cái dị
Dầu tới dầu lui cũng không bao giờ động
Nắm cái Vô niệm trong cái niệm
Trong mọi thi vi đều nghe tiếng pháp
Trời tam-muội lồng lộng vô biên
Trăng Tứ trí sáng ngời viên mãn
Ấy là lúc họ thiếu gì đâu?
Đạo (chân lý) bản lai thanh tịnh hiện thành
Thế giới này là thế giới của Liên hoa tạng
Và thân này là Pháp thân của Phật.